# Jean Michaël Seri
Jean Michaël Seri (Grand-Bereby, 19 juli 1991) is een Ivoriaans voetballer die doorgaans speelt als middenvelder. In juli 2025 verliet hij Al-Orobah. Seri maakte in 2015 zijn debuut in het Ivoriaans voetbalelftal.

## Clubcarrière
Seri speelde in het begin van zijn carrière voor Africa Sports, waar hij ook de jeugdopleiding doorlopen had. In 2010 stapte hij over naar ASEC Mimosas. Hij speelde daar twee jaar en werd landskampioen. In november 2012 vertrok de middenvelder naar Europa, waar hij bij de beloften van FC Porto ging spelen. Op 31 augustus 2013 verkaste de Ivoriaan naar Paços de Ferreira, waar hij voor drie jaar tekende.
Na twee jaar verkaste Seri naar het Franse OGC Nice, waar hij zijn handtekening zette onder een verbintenis voor de duur van vier seizoenen. Na drie seizoenen bij Nice, waarin hij telkens meer dan dertig competitieduels per jaargang speelde, maakte hij voor veertig miljoen euro de overstap naar Fulham, dat net gepromoveerd was naar de Premier League. In Londen tekende de Ivoriaanse middenvelder voor vier jaar, met een optie op een seizoen extra.
Fulham degradeerde in het seizoen 2018/19 weer na één seizoen en Seri werd hierop verhuurd aan Galatasaray, dat tevens een optie tot koop kreeg op de Ivoriaan. Deze optie tot koop werd niet gelicht en na een halfjaar op de tribune bij Fulham huurde Girondins Bordeaux de middenvelder. Medio 2022 stapte Seri transfervrij over naar Hull City. Twee seizoenen had Seri overwegend een basisplaats bij Hull, waarna hij in de zomer van 2024 naar Al-Orobah verkaste.

## Clubstatistieken
| Seizoen | Club                 | Competitie       | Competitie | Competitie | Beker | Beker | Internationaal | Internationaal | Totaal | Totaal |
| Seizoen | Club                 | Competitie       | Wed.       | Dlp.       | Wed.  | Dlp.  | Wed.           | Dlp.           | Wed.   | Dlp.   |
| ------- | -------------------- | ---------------- | ---------- | ---------- | ----- | ----- | -------------- | -------------- | ------ | ------ |
| 2012/13 | FC Porto B           | Segunda Liga     | 19         | 1          | —     | —     | —              | —              | 19     | 1      |
| 2013/14 | Paços de Ferreira    | Primeira Liga    | 21         | 1          | 4     | 0     | 6              | 0              | 31     | 1      |
| 2014/15 | Paços de Ferreira    | Primeira Liga    | 33         | 1          | 2     | 0     | —              | —              | 35     | 1      |
| 2015/16 | OGC Nice             | Ligue 1          | 38         | 3          | 3     | 0     | —              | —              | 41     | 3      |
| 2016/17 | OGC Nice             | Ligue 1          | 34         | 7          | 1     | 0     | 4              | 0              | 39     | 7      |
| 2017/18 | OGC Nice             | Ligue 1          | 31         | 2          | 3     | 0     | 9              | 0              | 43     | 2      |
| 2018/19 | Fulham               | Premier League   | 32         | 1          | 2     | 0     | —              | —              | 34     | 1      |
| 2019/20 | → Galatasaray        | Süper Lig        | 27         | 2          | 4     | 0     | 6              | 0              | 37     | 2      |
| 2020/21 | Fulham               | Premier League   | 0          | 0          | 2     | 0     | —              | —              | 2      | 0      |
| 2020/21 | → Girondins Bordeaux | Ligue 1          | 12         | 0          | 1     | 0     | —              | —              | 13     | 0      |
| 2021/22 | Fulham               | Championship     | 33         | 1          | 1     | 0     | —              | —              | 34     | 1      |
| 2022/23 | Hull City            | Championship     | 37         | 1          | 0     | 0     | —              | —              | 37     | 1      |
| 2023/24 | Hull City            | Championship     | 39         | 1          | 0     | 0     | —              | —              | 39     | 1      |
| 2024/25 | Al-Orobah            | Saudi Pro League | 5          | 1          | 1     | 0     | —              | —              | 6      | 1      |
| Totaal  | Totaal               | Totaal           | 361        | 22         | 24    | 0     | 25             | 0              | 410    | 24     |

Bijgewerkt op 7 juli 2025.

## Interlandcarrière
Seri werd op 27 februari 2014 voor het eerst opgeroepen voor het Ivoriaans voetbalelftal, voor een oefeninterland tegen België. Bondscoach Sabri Lamouchi liet de middenvelder het gehele duel (2–2) op de reservebank. Seri maakte op 6 september 2015 zijn debuut, toen met 0–0 gelijkgespeeld werd tegen Sierra Leone. Hij mocht van bondscoach Michel Dussuyer in de basis beginnen en speelde het gehele duel mee. Zijn eerste treffer volgde in zijn vierde optreden, op 17 november 2015. Tegen Liberia besliste hij de score op 3–0 nadat Giovanni Sio in de eerste helft al tweemaal doel had getroffen. Seri nam met Ivoorkust deel aan het Afrikaans kampioenschap 2017 en het Afrikaans kampioenschap 2019.
| Interlands van Jean Seri voor Ivoorkust | Interlands van Jean Seri voor Ivoorkust | Interlands van Jean Seri voor Ivoorkust   | Interlands van Jean Seri voor Ivoorkust | Interlands van Jean Seri voor Ivoorkust | Interlands van Jean Seri voor Ivoorkust | Interlands van Jean Seri voor Ivoorkust |
| №                                       | Datum                                   | Wedstrijd                                 | Uitslag                                 | Competitie                              | Goals                                   |                                         |
| Als speler bij OGC Nice                 | Als speler bij OGC Nice                 | Als speler bij OGC Nice                   | Als speler bij OGC Nice                 | Als speler bij OGC Nice                 | Als speler bij OGC Nice                 | Als speler bij OGC Nice                 |
| --------------------------------------- | --------------------------------------- | ----------------------------------------- | --------------------------------------- | --------------------------------------- | --------------------------------------- | --------------------------------------- |
| 1                                       | 6 september 2015                        | Sierra Leone – Ivoorkust                  | 0 – 0                                   | AK 2017 kwalificatie                    |                                         |                                         |
| 2                                       | 9 oktober 2015                          | Marokko – Ivoorkust                       | 0 – 1                                   | Vriendschappelijk                       |                                         |                                         |
| 3                                       | 13 november 2015                        | Liberia – Ivoorkust                       | 0 – 1                                   | WK 2018 kwalificatie                    |                                         |                                         |
| 4                                       | 17 november 2015                        | Ivoorkust – Liberia                       | 3 – 0                                   | WK 2018 kwalificatie                    | 64'                                     |                                         |
| 5                                       | 25 maart 2016                           | Ivoorkust – Soedan                        | 1 – 0                                   | AK 2017 kwalificatie                    |                                         |                                         |
| 6                                       | 29 maart 2016                           | Soedan – Ivoorkust                        | 1 – 1                                   | AK 2017 kwalificatie                    |                                         |                                         |
| 7                                       | 20 mei 2016                             | Hongarije – Ivoorkust                     | 0 – 0                                   | Vriendschappelijk                       |                                         |                                         |
| 8                                       | 3 september 2016                        | Ivoorkust – Sierra Leone                  | 1 – 1                                   | AK 2017 kwalificatie                    |                                         |                                         |
| 9                                       | 8 oktober 2016                          | Ivoorkust – Mali                          | 3 – 1                                   | WK 2018 kwalificatie                    |                                         |                                         |
| 10                                      | 8 januari 2017                          | Zweden – Ivoorkust                        | 1 – 2                                   | Vriendschappelijk                       |                                         |                                         |
| 11                                      | 11 januari 2017                         | Ivoorkust – Oeganda                       | 3 – 0                                   | Vriendschappelijk                       |                                         |                                         |
| 12                                      | 16 januari 2017                         | Ivoorkust – Togo                          | 0 – 0                                   | AK 2017                                 |                                         |                                         |
| 13                                      | 24 januari 2017                         | Marokko – Ivoorkust                       | 1 – 0                                   | AK 2017                                 |                                         |                                         |
| 14                                      | 4 juni 2017                             | Nederland – Ivoorkust                     | 5 – 0                                   | Vriendschappelijk                       |                                         |                                         |
| 15                                      | 10 juni 2017                            | Ivoorkust – Guinee                        | 2 – 3                                   | AK 2019 kwalificatie                    |                                         |                                         |
| 16                                      | 2 september 2017                        | Gabon – Ivoorkust                         | 0 – 3                                   | WK 2018 kwalificatie                    |                                         |                                         |
| 17                                      | 5 september 2017                        | Ivoorkust – Gabon                         | 1 – 2                                   | WK 2018 kwalificatie                    |                                         |                                         |
| 18                                      | 24 maart 2018                           | Ivoorkust – Togo                          | 2 – 2                                   | Vriendschappelijk                       |                                         |                                         |
| 19                                      | 27 maart 2018                           | Ivoorkust – Moldavië                      | 2 – 1                                   | Vriendschappelijk                       |                                         |                                         |
| Als speler bij Fulham                   |                                         |                                           |                                         |                                         |                                         |                                         |
| 20                                      | 9 september 2018                        | Rwanda – Ivoorkust                        | 1 – 2                                   | AK 2019 kwalificatie                    |                                         |                                         |
| 21                                      | 12 oktober 2018                         | Ivoorkust – Centraal-Afrikaanse Republiek | 4 – 0                                   | AK 2019 kwalificatie                    |                                         |                                         |
| 22                                      | 16 oktober 2018                         | Centraal-Afrikaanse Republiek – Ivoorkust | 0 – 0                                   | AK 2019 kwalificatie                    |                                         |                                         |
| 23                                      | 18 november 2018                        | Guinee – Ivoorkust                        | 1 – 1                                   | AK 2019 kwalificatie                    |                                         |                                         |
| 24                                      | 23 maart 2019                           | Ivoorkust – Rwanda                        | 3 – 0                                   | AK 2019 kwalificatie                    |                                         |                                         |
| 25                                      | 26 maart 2019                           | Ivoorkust – Libanon                       | 1 – 0                                   | Vriendschappelijk                       |                                         |                                         |
| 26                                      | 7 juni 2019                             | Ivoorkust – Comoren                       | 3 – 1                                   | Vriendschappelijk                       |                                         |                                         |
| 27                                      | 15 juni 2019                            | Ivoorkust – Oeganda                       | 0 – 1                                   | Vriendschappelijk                       |                                         |                                         |
| 28                                      | 19 juni 2019                            | Zambia – Ivoorkust                        | 1 – 4                                   | Vriendschappelijk                       |                                         |                                         |
| 29                                      | 24 juni 2019                            | Ivoorkust – Zuid-Afrika                   | 1 – 0                                   | AK 2019                                 |                                         |                                         |
| 30                                      | 28 juni 2019                            | Marokko – Ivoorkust                       | 1 – 0                                   | AK 2019                                 |                                         |                                         |
| 31                                      | 6 september 2021                        | Ivoorkust – Kameroen                      | 2 – 1                                   | WK 2022 kwalificatie                    |                                         |                                         |
| 32                                      | 11 oktober 2021                         | Ivoorkust – Malawi                        | 2 – 1                                   | WK 2022 kwalificatie                    |                                         |                                         |
| 33                                      | 13 november 2021                        | Ivoorkust – Mozambique                    | 3 – 0                                   | WK 2022 kwalificatie                    | 90'                                     |                                         |
| 34                                      | 16 november 2021                        | Kameroen – Ivoorkust                      | 1 – 0                                   | WK 2022 kwalificatie                    |                                         |                                         |
| 35                                      | 12 januari 2022                         | Equatoriaal-Guinea – Ivoorkust            | 0 – 1                                   | AK 2021                                 |                                         |                                         |
| 36                                      | 16 januari 2022                         | Ivoorkust – Sierra Leone                  | 2 – 2                                   | AK 2021                                 |                                         |                                         |
| 37                                      | 20 januari 2022                         | Ivoorkust – Algerije                      | 3 – 1                                   | AK 2021                                 |                                         |                                         |
| 38                                      | 26 januari 2022                         | Ivoorkust – Egypte                        | 0 – 0 (4 – 5 n.s.)                      | AK 2021                                 |                                         |                                         |
| 39                                      | 25 maart 2022                           | Frankrijk – Ivoorkust                     | 2 – 1                                   | Vriendschappelijk                       |                                         |                                         |
| 40                                      | 29 maart 2022                           | Engeland – Ivoorkust                      | 3 – 0                                   | Vriendschappelijk                       |                                         |                                         |
| 41                                      | 3 juni 2022                             | Ivoorkust – Zambia                        | 3 – 1                                   | AK 2023 kwalificatie                    |                                         |                                         |
| 42                                      | 9 juni 2022                             | Lesotho – Ivoorkust                       | 0 – 0                                   | AK 2023 kwalificatie                    |                                         |                                         |
| Als speler bij Hull City                |                                         |                                           |                                         |                                         |                                         |                                         |
| 43                                      | 24 september 2022                       | Ivoorkust – Togo                          | 2 – 1                                   | Vriendschappelijk                       |                                         |                                         |
| 44                                      | 16 november 2022                        | Ivoorkust – Burkina Faso                  | 4 – 0                                   | Vriendschappelijk                       |                                         |                                         |
| 45                                      | 19 november 2022                        | Ivoorkust – Burkina Faso                  | 1 – 2                                   | Vriendschappelijk                       |                                         |                                         |
| 46                                      | 9 september 2023                        | Ivoorkust – Lesotho                       | 1 – 0                                   | AK 2023 kwalificatie                    |                                         |                                         |
| 47                                      | 17 oktober 2023                         | Ivoorkust – Zuid-Afrika                   | 1 – 1                                   | Vriendschappelijk                       |                                         |                                         |
| 48                                      | 17 november 2023                        | Ivoorkust – Seychellen                    | 9 – 0                                   | WK 2026 kwalificatie                    |                                         |                                         |
| 49                                      | 20 november 2023                        | Gambia – Ivoorkust                        | 0 – 2                                   | WK 2026 kwalificatie                    |                                         |                                         |
| 50                                      | 6 januari 2024                          | Ivoorkust – Sierra Leone                  | 5 – 1                                   | Vriendschappelijk                       |                                         |                                         |
| 51                                      | 29 januari 2024                         | Senegal – Ivoorkust                       | 1 – 1 (4 – 5 n.s.)                      | AK 2023                                 |                                         |                                         |
| 52                                      | 3 februari 2024                         | Ivoorkust – Mali                          | 2 – 1 n.v.)                             | AK 2023                                 |                                         |                                         |
| 53                                      | 7 februari 2024                         | Ivoorkust – Congo-Kinshasa                | 1 – 0                                   | AK 2023                                 |                                         |                                         |
| 54                                      | 11 februari 2024                        | Ivoorkust – Nigeria                       | 2 – 1                                   | AK 2023                                 |                                         |                                         |
| 55                                      | 26 maart 2024                           | Ivoorkust – Benin                         | 2 – 2                                   | Vriendschappelijk                       |                                         |                                         |
| 56                                      | 23 maart 2024                           | Ivoorkust – Uruguay                       | 2 – 1                                   | Vriendschappelijk                       |                                         |                                         |
| 57                                      | 7 juni 2024                             | Ivoorkust – Gabon                         | 1 – 0                                   | WK 2026 kwalificatie                    |                                         |                                         |
| 58                                      | 11 juni 2024                            | Kenia – Ivoorkust                         | 0 – 0                                   | WK 2026 kwalificatie                    |                                         |                                         |
| Als speler bij Al-Orobah                |                                         |                                           |                                         |                                         |                                         |                                         |
| 59                                      | 6 september 2024                        | Ivoorkust – Zambia                        | 2 – 0                                   | AK 2025 kwalificatie                    |                                         |                                         |
| 60                                      | 10 september 2024                       | Tsjaad – Ivoorkust                        | 0 – 2                                   | AK 2025 kwalificatie                    |                                         |                                         |
| 61                                      | 11 oktober 2024                         | Ivoorkust – Sierra Leone                  | 4 – 1                                   | AK 2025 kwalificatie                    |                                         |                                         |
| 62                                      | 15 oktober 2024                         | Sierra Leone – Ivoorkust                  | 1 – 0                                   | AK 2025 kwalificatie                    |                                         |                                         |

Bijgewerkt op 7 juli 2025.

## Erelijst
| Competitie              |              |              |              |              |
| Competitie              | Aantal       | Jaren        |              |              |
| ASEC Mimosas            | ASEC Mimosas | ASEC Mimosas | ASEC Mimosas | ASEC Mimosas |
| ----------------------- | ------------ | ------------ | ------------ | ------------ |
| Première Division       | 1            | 2010         |              |              |
| Galatasaray             |              |              |              |              |
| Süper Kupa              | 1            | 2019         |              |              |
| Fulham                  |              |              |              |              |
| Championship            | 1            | 2021/22      |              |              |
| Ivoorkust               |              |              |              |              |
| Afrikaans kampioenschap | 1            | 2023         |              |              |